# Измерване
Измерването е процесът за определяне на отношението на една (измервана) физична величина (например дължина или маса) към друга еднородна величина, приета за единица (например, метър или килограм), и въведена в техническо средство (средство за измерване). Измерванията са основен елемент в наблюденията, използвани от научния метод. Науката за измерването, методите и средствата му се нарича метрология. Точността на всяко измерване е свързано с определена грешка или несигурност.
Измерването на различни физични величини като температура, налягане, скорост и други представлява основна част от автоматизацията на процесите главно в промишлеността. В едно управляващо устройство регулираната величина се измерва и се използва за корекция на параметрите за регулиране чрез обратна връзка.

## Видове

### Преки и непреки измервания
Измерванията, включително и във физиката, се делят на преки и косвени (непреки). Преки измервания се наричат тези, които се извършват с прости измерителни уреди, при което се определя дадената физична величина. При това директно се отчита стойността на измерваната величина като например отчитане на линеен размер върху линия или ролетка. При косвените измервания е трудно да се измери непосредствено търсената величина, затова се измерват други, свързани с нея величини, след което се използва формула за определяне на търсената величина чрез еднозначна зависимост. Косвените измервания са характерни на ниво атоми, с други думи в микросвета или макроизмервания като в космоса. Например определяне на температурата на звездите по техния спектър на излъчване. Някои величини позволяват както пряко, така и непряко измерване.

### Аналогови и цифрови измервания
- При аналоговото измерване измерваната стойност се определя чрез директно преобразуване на измервателния сигнал, който се преобразува, например в една междинна величина като ъгъл или отсечка и по този начин може да се отчете на една подходяща измервателна скала. Пример за това е измерване на електрическо напрежение чрез волтметър с магнитоелектрически измервателен уред и отчитане на отклонението на подвижната намотка на бобината му чрез стрелка върху скала.
- При цифровото измерване измерваната величина се преобразува в цифров сигнал с различни стъпки в зависимост от вида на преобразувателя. При това сигналът е преобразуван на стъпки и се отчита на цифрова скала.

## История на измерването
Индската цивилизация (3000 – 1500 пр.н.е.) е първата известна цивилизация, която използва надеждни мерки и теглилки и стандартизира измерването. Оттогава датира и калибрирането на инструментите. Тази цивилизация достига голяма точност при определянето на дължина, маса и време. На слонова кост са отбелязани мерки с точност до 1,704 mm (1/16 инча). Намерените измерителни уреди ползват инчове и футове. Традиционните архитектурни форми са построени с точност до 1/16 от инча, най-доброто приближение на бронзовата ера. Намерени са пръчки за измерване, които са точно 33 инча и са разграфени на 24 еднакви участъка.
Теглилките са кратни на 0,05, 0,1, 0,2, 0,5, 1, 2, 5, 10, 20, 50, 100, 200 и 500, като единицата е приблизително 28 g, подобна на английската или римската унция. Съществуват и други системи за мерене на дължина например отделни части на тялото като естествени измерителни уреди.
Във Вавилон и Древен Египет се използват педя, аршин или лакът за дължина, а за време периодичността на Слънцето и Луната.

## Системи от единици
За да могат величините от дадена категория да се сравняват помежду си, една конкретна величина, притежаваща постоянна стойност, се избира за величина за сравнение и се нарича мерна единица. Така всяка друга величина от въпросната категория може да бъде изразена като функция на тази единица чрез умножаването ѝ с едно число. Това число се нарича числена стойност на величината, изразена с тази единица. Всяка измерителна система има свои единици, които се наричат основни, те измерват фундаментални физични величини. Всички останали единици се получават на базата на тези и се наричат производни.

### Метрична система
Старата метрична система включва няколко разряда единици. Международната система единици (SI) е разработена през 1960 г., по-скоро на базата на старата система метър-килограм-секунда (MKS), отколкото на конкурентната система сантиметър-грам-секунда, която е имала няколко разновидности. В самата SI дефинициите за единиците могат се променят, когато се разработи нов метод, за да бъдат по-ясно и точно предефинирани, по силата на международна конвенция, щом напредъкът на науката и технологиите позволяват извършването на по-точни измервания от времето, по което единиците са били дефинирани.
SI се използва на практика навсякъде по света, като повечето държави дори не поддържат официални дефиниции на други мерни системи. Важно изключение са САЩ, които продължават да използват имперски единици в допълнение към SI. В Обединеното кралство преминаването към SI е правителствена политика, но стари единици все още се използват. Мерните единици на държавите, използващи различна мерна система (напр. САЩ), са изразени в единици от SI.
Дефинициите на единиците от SI се разглеждат и преразглеждат на Международната конференция по мерките и теглилките, в която участват страните, подписали Конвенцията за метъра (в сила от 1875 г. и многократно изменяна), и която се организира веднъж на всеки 4 години в Париж.

#### Международна система от единици
Международната система от единици (съкр. SI от на френски: Système international d'unités) е съвременната форма на метричната система и е най-широко използваната мерна система както в науката, така и в търговията и инженерното дело.
Системата SI е разработена през 1960 г. от системата метър-килограм-секунда, като по време на разработката са представени някои нови единици, които не са били преди това част от метричната система. Оригиналната система SI има седем базови физични единици:
| Базова физична величина  | Базова единица | Символ | Настояща константа в SI                                 | Ново предложение                |
| ------------------------ | -------------- | ------ | ------------------------------------------------------- | ------------------------------- |
| Време                    | секунда        | s      | Делене на Цезий-133                                     | също като настоящата система SI |
| Дължина                  | Метър          | m      | Скорост на светлината във вакуум, c                     | също като настоящата система SI |
| Маса                     | килограм       | kg     | масата на международния еталон (прототип) на килограма. | Константа на Планк, h           |
| Електрически ток         | Ампер          | A      | Пермеабилитет във вакуум или магнитна константа         | Заряд на електрона, e           |
| Температура              | Келвин         | K      | Тройна точка на водата, Абсолютна нула                  | Константа на Болцман            |
| Количество вещество      | Мол            | mol    | Моларната маса на Въглерод-12                           | Число на Авогадро NA            |
| Интензитет на светлината | Кандела        | cd     | Източник на светлина с честота 540 THz                  | също като настоящата система SI |

Особеност на тази система е въвеждането едновременно на единица за маса: килограм (kg) и единица за сила: Нютон (N). Определението на нютон е, че това е силата, придаваща импулс от 1 kg·m/s. Това означава, че ако сила от 1 нютон е постоянно приложена към тяло с маса 1 kg, то всяка секунда скоростта му ще се увеличава с 1 m/s. За нашата планета земното притегляне е около 9,81 m/s², което означава, че тяло с маса 1 kg тежи 9,81 N.
Има два вида единици SI, базови единици и производни единици. Базовите единици са за измерването на време, дължина, маса, температура, количество вещество, електрически ток и интензитета на светлината. Производните единици се получават от базовите единици, като например единицата за мощност ват, определена от базовите единици като m²·kg·s-³. Друга физична величина например е плътност на материалите, измервана в kg/m³.
В България системата се въвежда официално със стандарт БДС 3952:1965. От 2009 г. се въвежда Международният стандарт ISO 80000 или IEC 80000, който е официален и в България и включва единиците SI.

### CGS
Системата CGS (сантиметър-грам-секунда) е кохерентна система единици, която през 19 век постепенно се е наложила при измерванията във физиката. Подобно на използваната днес международна система SI, и тя почива на метричните единици метър, килограм и секунда, но основните ѝ единици имат други десетични представки. В областта на механиката тя е разширена с единиците келвин, кандела и мол. Днес се прилага рядко, като е забранено да се използва заедно с единиците от международната система SI.
Производни на системата CGS са единиците дина, ерг, поаз, стокс, гаус, оерстед и максуел. Те също не трябва да се използват едновременно с единиците от SI.
През 1954 г. международна комисия препоръча системата MKS като основа за една обща единна система в областта на науката и техниката. През следващите десетина години системата CGS постепенно бива изместена от системата SI в учебниците и в практиката на специалистите. Някои физици обаче продължили да ползват системата CGS заради по-удобните в отделни случаи изчисления. Системата се поддържа от Международния съюз за чиста и приложна физика (International Union of Pure and Applied Physics, IUPAP).

### Имперска система единици
Имперски единици обикновено се наричат единиците от почти излязлата от употреба британска (или английска) система от единици, основаваща се на фунт, ярд и галон. Приета е от английския парламент през 1824 г. и е използвана в цялата Британска империя. През 1963 и 1985 г. имперските единици се предефинират в единици от SI.
Официално имперските единици се използват само в 4 страни в света: Либерия, Мианмар, Обединено кралство Великобритания и Северна Ирландия и САЩ, като в Либерия и Мианмар на практика се използва метричната система.

## Процедура на измерването
При извършване на измерването се изпълняват следните стъпки:
- Еднозначно определяне на задачата на измерването (проблем на измерването) и измерваната величина. Определят се обекта на измерването и физическата величина за измерване.
- Установяване на измервателната единица. Единицата по принцип трябва да бъде от SI и трябва да се определи десетичната точка във величината, като например при измерването на дължина в mm, cm, m или km. При измерване с уреди това е важно за определяне на подходящия обхват.
- Установяване на граничните условия като свойствата на обекта (веществото, от което е изработен обекта, качеството на повърхността на обекта) и условия на околната среда (температура, вибрации и др.).
- Избор на измервателен уред или измервателно съоръжение.
- Калибриране на измервателното съоръжение или уред. За извършването на измерването трябва да се използват калибрирани от съответна сертифицирана организация уреди. Калибрирането се извършва през определени интервали от време.
- Установяване на процеса на измерване. Установяване на времевата и пространствената последователност на измерването, като например последователност на отделните измервания, повторения, точки на измерване и други.
- Провеждане на измерването и определяне на резултата от измерването. Може да се направи едно измерване или няколко при едни и същи условия. След това се определят средната стойност и отклоненията. Обикновено се получава Гаусова крива на разпределение.
- Определяне на влиянието на външни фактори. Определяне на системна грешка и корекция на същата.
- Определяне на окончателния резултат. Резултатът се определя от стойността на измерването или средната стойност от повече измервания и отчитане на грешката от измерването.

### Измервателно средство
Техническото средство, което се използва за измерване и имащо нормирани технически характеристики, възпроизвеждащо и/или съхраняващо единицата на физичната величина, чийто размер се приема за постоянен (в рамките на установената погрешност на техническото измервателно средство) в течение на определен период на време. Могат да са оптично-механични, оптични, интерферационни, пневматични, електрически и други. Могат да бъдат контактни и безконтактни, едномерни и многомерни, стационарни и портативни. Класификацията им се определя и от:
- От техническото предназначение
- От степента на автоматизация могат да са неавтоматични, полуавтоматични и автоматични
- От стандартизацията на техническото средство
- От измервателните физико-химични параметри
- От значението на измерваната физична величина

#### Точност на измервателното средство
Точността на измерването зависи от техническото средство и представлява степента на съвпадане на показанията на измервателното средство с действителното значение на измерваната величина. Колкото е по-малка разликата, толкова по-голяма е точността на техническото средство. Тази точност често е показана на самия прибор например на скалата на стрелковия уред. Когато се говори за увеличаване на точността на измерването се има предвид, че размера на отклонението на измерваната величина от действителната стойност се намалява.

## Грешки при измерването
За да се направи оценка на верността на измерването е необходимо да се определи степента на погрешност. В зависимост от причините грешките се разделят на систематични, груби и случайни. 
- Систематичните грешки са постоянните или изменящи се по определен закон грешки, причините за възникването и характерът на които са известни. Влиянието на тези грешки се изключва чрез многократно измерване и изчисление на съответните поправки, изчислени и получени по опитен път. Към систематичните грешки се включват грешки, предизвикани от конструкцията и монтажа на измервателния уред. Част от тези грешки могат да се намалят чрез проверката и настройката на уредите. Това могат да са грешки предизвикани от метода на измерване, както и непълно знание на всички фактори, съпътстващи и влияещи на измерването. Това могат да бъдат например грешки от влиянието на температурата на околната среда и в някои случаи могат да се изчислят частично. Грешки от субективен характер, предизвикани от грешки или индивидуални качества на лицата, извършващи измерването. Систематичните грешки могат да бъдат постоянни и променливи. Постоянната грешка може да е например изместване на градуировката на скалата. Променливата може да е предизвикана например от спадането на напрежението на захранващия източник.
- Груби грешки. Това са грешки, явно изкривяващи измерването вследствие на погрешна схема на измерване или неправилно отчитане и се изключват от измервателните резултати.
- Случайни грешки. Това грешки получени вследствие на много фактори и не се подчиняват на определена закономерност. Може да се намали тяхното влияние чрез математически методи поради техния случаен характер.

## Ограничения в измерването

### Квантова физика
В квантовата физика измерването играе решаваща роля. Поради силно намаления мащаб – от порядъка на размерите на атома и субатомните частици – измерването се дефинира като „тестване или манипулиране на една физическа система с цел получаване на числен резултат“. Наред с уравнението на Шрьодингер, което описва еволюцията на вълновата функция във времето, има също така и собствени закони за начина, по който една система реагира по време на измерването (вж. ефект на наблюдателя). Освен това съотношението на неопределеност на Хайзенберг описва фундаментално ограничение при измерването на повече от една физична величина, независимо от точността на апаратурата. Поради това предсказанията на теоретичните модели в квантовата физика са предимно във вид на вероятности, а използваните математически инструменти за предсказване на евентуалния резултат от измерването, развити през XX век, включват линейна алгебра и функционален анализ.

### Обратно влияние
И при класическите физически измервания има ограничения в точността на измервания поради обратното влияние на апаратурата върху процеса. От електротехниката е известно например измерването на напрежението на празен ход на един източник на напрежение, което не може да се извърши с реално съществуващи измервателни уреди без грешка.

### Закъснение в измерването
Тъй като скоростта на светлината е една крайна величина, винаги има закъснение между измерената в даден момент и действителната стойност. Информацията се нуждае от време за да стигне от измервания обект до наблюдателя. Например температурата на една звезда не е реална в момента на измерване, а е от времето на излъчване.

## Измеримост
Една величина е измерима, ако има принцип на измерването, с помощта на който тя може да се измери и може да се бъде оценена с количествени мерки. Също така обхваща и всички изисквания за повторяемост на резултатите от измерването. Физическите величини са измерими. Някои извънфизични величини могат да се изразят или свързват към физични величини. Пример за това е използването на разпределението на спектъра на светлината за оценка на цветовете.
Определянето на редица нефизични величини, като например коефициент на интелигентност на хората или индекс на щастие на дадена страна, също се нарича измерване. От физична гледна точка обаче това не е точно измерване, а оценка. Подобни оценки се извършват и с помощта на социологични изследвания, включително допитване, използване на различни въпросници и други.
При редица величини няма пряка връзка към измервателните единици, но независимо от това се изисква създаването на определено степенуване на величината. За целта често се създават ска̀ли на подреждане:
- Скала на Сковил е сравнителна ска̀ла, която измерва степента на лютивост на пипера.
- Ска̀лата на Моос служи за определяне на относителната твърдост на минералите. В нея десет еталонни минерала са подредени според способността на всеки да драска стоящите пред него и да бъде драскан от стоящите след него в скалата.
- Скàлата на Шмит или Индекс на ужилване представлява скàла на болевата чувствителност, породена от силата на ужилване на насекоми.
- Скàлата на Сафир-Симпсън е скàла за определяне на силата на тропическите циклони в по-голямата част от Западното полукълбо, когато надхвърлят силата на тропически бури и се превърнат в урагани. Скàлата разделя ураганите на 5 категории.

## Уреди за измерване на най-разпространените величини

### Маса
За измерване на масата на даден предмет се използват уреди, наричани везни (наричани още кантар или теглилка). Различните видове везни използват основно два вида принципи на измерване:
- Измерване посредством тегловната сила, получавана от гравитационното поле, въздействащо върху измерваната маса. При най-простата форма на пружинна везна, измерваният обект е окачен на пружината с определена известна константа, която всъщност измерва силата получена в гравитационното поле на Земята. При използване в други гравитационни полета, например на Луната, тази сила ще бъде различна. Разлика при този начин на измерване ще има и в зависимост от надморската височина или географското положение (стойностите на земното ускорение варират от 9,789 m/s² на екватора до 9,823 m/s² на полюсите). Освен пружина за определяне на силата могат да се използват пиезодатчици, торсионни пружини, мембранни и други датчици на сила.
- Метод на сравнение с познати маси, при което също се изисква гравитационно поле, но неговата големина няма значение. В този случай се използват двураменни везни. Те могат да бъдат различни конструкции, като рамената могат да са еднакви или различни, за различни тегла, от аптекарски до везни за определяне теглото на ЖП вагони и камиони.

Везните се използват в медицината, търговията, производството и научните лаборатории и преди употреба трябва да се калибрират.
- Определянето на теглото на корабите включително и полезните товари, които той носи се определя чрез водоизместимостта му и се определя за всеки един кораб чрез неговата дедуейт.

### Дължина
Измерваните дължини в природата могат да бъдат от наноразмери до светлинни години. За всеки размер се използват подходящите измервателни уреди и физични методи. Това могат да бъдат оптически уреди като измервателни микроскопи, лазерни далекомери или други подходящи уреди. Най-елементарният уред за измерване на дължина е линийката, изобретена още 1500 г. пр.н.е. и изработена от слонова кост от индската цивилизация. Днес се прави от пластмаса и се използва в геометрията, картографията, техническото чертане, инженерните науки и други за измерване на дължини или построяване на прави линии. Тя е вече разграфена и калибрирана.
Други уреди за измерване на дължина са дърводелският метър, шивашкият метър и ролетката. Дърводелският метър всъщност е дълъг един или два метра, но може да се сгъва до дължина от само 20 cm, което го прави много удобен за носене в джоба. От друга страна шивашкият метър е направен от мека пластмаса или импрегниран плат, така че да се навива и да измерва кривини, като обиколка на кръст и други, и също заема много малко място и може да се носи в джоба. Ролетката е инструмент за измерване на дължини, който е направен най-често от метална лента, широка от 1 до 2 cm, с деления в една или две мерни единици (например сантиметри и инчове), която се навива и прибира в собствен корпус посредством вграден механизъм (обикновено пружина за ролетки до 10 m), има и механизъм за застопоряване. Използва се в строителството, промишлеността, бита и земемерството. Дължината на ролетката е от 1 до 100 m.
В науката и промишлеността за прецизни измервания на дължини са разработени много модерни методи, едни от които са лазерни уреди за измерване на разстояния и движение (микропреместване).

### Време
Уредите за измерване на времето се наричат часовник и хронометър. Служат за измерване на времетраенето на дадено събитие или процес и за по-добро планиране на отделните дейности. Часовникът е едно от най-старите човешки изобретения; в съвременната си форма е изобретен около 14 век. Днес най-точните устройства за измерване и отчитане на времето са атомните часовници, които могат да запазят точността си до секунда в продължение на милиони години и служат за еталониране на средствата за измерване на времето.

### Температура
Уредите за измерване на температурата се наричат термометри. За практическо измерване на температурата се избира някой термодинамичен параметър (например температурното разширение) на определено термометрично вещество (например течност, като живак или спирт). Изменението на този параметър еднозначно се свързва с изменението на температурата. Съществуват термометри, които използват и други физични свойства, например електрическото съпротивление.

### Налягане
За измерване на налягането на газове и течности в затворено пространство се използват манометри, а за измерване на налагането на атмосферния въздух (т.нар. атмосферно налягане) се използват барометри.

## Нестандартни и шеговити единици за измерване
Има най-различни мерни единици и измервания, извършвани от различни групи хора за развлечение, измислени или реално съществуващи, но предназначени основно за шеги. В англоезичния свят такива са например:
- Смут (на английски: smoot) е нестандартна мярка за дължина, измислена от студенти в MIT през 1958 г. Те измерват дължината на Харвардския мост, свързващ Кеймбридж и Бостън, използвайки като мерна единица полегналия в цял ръст свой състудент Оливър Смут, който бил висок 1,7 m. Общата дължина на моста се е получила 364,4 смута плюс минус едно ухо. Това измерване е достатъчно популярно на местно ниво и се подновява.[6] Самият Оливър Смут по-късно в кариерата си става президент на Американския национален институт за стандарти (ANSI) и Международната организация по стандартизация (ISO).
- Атопарсек (apc): Парсек се използва в астрономията за измерване на междузвездни разстояния и е равен на 3,26 светлинни години или на около 3,086×1016 m. В комбинация с представка „ато-“ (×10−18), разстоянието атопарсек става 30,86 mm, което може да се използва в ежедневния живот само на шега.
- Елена (единица за измерване) (на английски: Helen (unit)) е единица за измерване на женска красота, наречена на Хубавата Елена от Илиада, заради която хиляда гръцки кораба тръгват на война и опожаряват Троя. Предполага се, че е предложена от Айзък Азимов.[7]. Според създателите и теоретиците на тази мерна единица, „една милиелена е красота, заради която тръгва един кораб с размерите на гръцка галера и се изгаря една къща“. Има и предложение и за отрицателна стойност на тази мерна единица.